# 德克薩斯州第二國會選區
德克薩斯州第二國會選區（英語：Texas's 2nd congressional district）是為德克萨斯州的國會選區之一，成立於1845年首批候選人角逐競爭1845年美國眾議院選舉，當選者於1846年就任為第29屆美國國會議員，成為該選區首位眾議員。

## 選區議員列表
| 代表 (駐地)                        | 政黨       | 國會                           | 年                                                                                       | 選舉歷史 | 區域位置 |
| ---------------------------------- | ---------- | ------------------------------ | ---------------------------------------------------------------------------------------- | --- | --- |
| 選區成立於1845年12月29日           |            |                                |                                                                                          | | |
| 空缺                               | 空缺       | 1845年12月29日 – 1846年3月30日 | 第29屆                                                                                   | | 1845–1849 比爾縣、米拉姆縣、羅伯遜縣、特拉維斯縣、 布拉索斯縣、蒙哥馬利縣、華盛頓縣、 巴斯特羅普縣、干沙路斯縣、費耶特縣、 奧斯汀縣、哈里斯縣、科羅拉多縣、 福遍縣、布拉佐里亞縣、加爾維斯頓縣、 戈利亞德縣、 傑克遜縣、維多利亞縣、 里菲吉奧縣和聖帕特里西奧縣 |
| 蒂莫西· 皮爾斯伯里 (布拉佐里亞)    | 民主黨     | 1846年3月30日 – 1849年3月3日   | 第29屆 第30屆                                                                            | 1846年當選。 1846年11月2日當選連任。 當選失敗。 | 1845–1849 比爾縣、米拉姆縣、羅伯遜縣、特拉維斯縣、 布拉索斯縣、蒙哥馬利縣、華盛頓縣、 巴斯特羅普縣、干沙路斯縣、費耶特縣、 奧斯汀縣、哈里斯縣、科羅拉多縣、 福遍縣、布拉佐里亞縣、加爾維斯頓縣、 戈利亞德縣、 傑克遜縣、維多利亞縣、 里菲吉奧縣和聖帕特里西奧縣 |
| 沃爾尼·E·霍華德 (布拉佐里亞)       | 民主黨     | 1849年3月4日 – 1853年3月3日    | 第31屆 第32屆                                                                            | 1849年8月6日當選。 1851年8月4日當選連任。 當選失敗。 | 1849–1859 厄爾巴索縣、普雷西迪奧縣、比爾縣、麥克倫南縣、 納瓦羅縣、塔蘭特縣、埃利斯縣、貝爾縣、 弗里斯通縣、萊姆斯通縣、福爾斯縣、特拉維斯縣、 基利斯比縣、萊昂縣、羅伯森縣、米拉姆縣、 威廉森縣、海斯縣、科馬爾縣、 比爾縣、梅迪納縣、尤瓦爾迪縣、金尼縣、 伯利森縣、布拉索斯縣、格賴姆斯縣、沃克縣、 蒙哥馬利縣、華盛頓縣、巴斯特羅普縣、 考德威爾縣、瓜達盧佩縣、哈里斯縣、奧斯汀縣、 加爾維斯頓縣、布拉佐里亞縣、馬塔哥達縣、 霍頓縣、科羅拉多縣、費耶特縣、干沙路斯縣、 德威特縣、拉瓦卡縣、傑克遜縣縣、卡爾霍恩縣、 維多利亞縣、戈利亞德縣、里菲吉奧縣、 聖帕特里西奧縣、努埃塞斯縣、韋布縣、 斯塔爾縣和卡梅倫縣 |
| 彼得·H· 貝爾 (奧斯汀)              | 民主黨     | 1853年3月4日 – 1857年3月3日    | 第33屆 第34屆                                                                            | 1853年8月1日當選。 1855年8月6日當選連任。 當選失敗。 | 1849–1859 厄爾巴索縣、普雷西迪奧縣、比爾縣、麥克倫南縣、 納瓦羅縣、塔蘭特縣、埃利斯縣、貝爾縣、 弗里斯通縣、萊姆斯通縣、福爾斯縣、特拉維斯縣、 基利斯比縣、萊昂縣、羅伯森縣、米拉姆縣、 威廉森縣、海斯縣、科馬爾縣、 比爾縣、梅迪納縣、尤瓦爾迪縣、金尼縣、 伯利森縣、布拉索斯縣、格賴姆斯縣、沃克縣、 蒙哥馬利縣、華盛頓縣、巴斯特羅普縣、 考德威爾縣、瓜達盧佩縣、哈里斯縣、奧斯汀縣、 加爾維斯頓縣、布拉佐里亞縣、馬塔哥達縣、 霍頓縣、科羅拉多縣、費耶特縣、干沙路斯縣、 德威特縣、拉瓦卡縣、傑克遜縣縣、卡爾霍恩縣、 維多利亞縣、戈利亞德縣、里菲吉奧縣、 聖帕特里西奧縣、努埃塞斯縣、韋布縣、 斯塔爾縣和卡梅倫縣 |
| 蓋伊·M·布萊恩 (布拉佐里亞)         | 民主黨     | 1857年3月4日 – 1859年3月3日    | 第35屆                                                                                   | 1857年當選。 退休。 | 1849–1859 厄爾巴索縣、普雷西迪奧縣、比爾縣、麥克倫南縣、 納瓦羅縣、塔蘭特縣、埃利斯縣、貝爾縣、 弗里斯通縣、萊姆斯通縣、福爾斯縣、特拉維斯縣、 基利斯比縣、萊昂縣、羅伯森縣、米拉姆縣、 威廉森縣、海斯縣、科馬爾縣、 比爾縣、梅迪納縣、尤瓦爾迪縣、金尼縣、 伯利森縣、布拉索斯縣、格賴姆斯縣、沃克縣、 蒙哥馬利縣、華盛頓縣、巴斯特羅普縣、 考德威爾縣、瓜達盧佩縣、哈里斯縣、奧斯汀縣、 加爾維斯頓縣、布拉佐里亞縣、馬塔哥達縣、 霍頓縣、科羅拉多縣、費耶特縣、干沙路斯縣、 德威特縣、拉瓦卡縣、傑克遜縣縣、卡爾霍恩縣、 維多利亞縣、戈利亞德縣、里菲吉奧縣、 聖帕特里西奧縣、努埃塞斯縣、韋布縣、 斯塔爾縣和卡梅倫縣 |
| 安德魯·J·漢密爾頓 (奧斯汀)         | 獨立民主黨 | 1859年3月4日 – 1861年3月3日    | 第36屆                                                                                   | 1857年當選連任。 退休。 | 1859–1861 比爾縣、米拉姆縣、羅伯遜縣、特拉維斯縣、 布拉索斯縣、蒙哥馬利縣、華盛頓縣、 巴斯特羅普縣、干沙路斯縣、費耶特縣、 奧斯汀縣、哈里斯縣、科羅拉多縣、 福遍縣、布拉佐里亞縣、加爾維斯頓縣、 戈利亞德縣、 傑克遜縣、維多利亞縣、 里菲吉奧縣和聖帕特里西奧縣 |
| 選區不活躍                         | 選區不活躍 | 1863年3月4日 – 1870年3月31日   | 第37屆 第38屆 第39屆 第40屆 第41屆                                                       | 內戰和重建 | 內戰和重建 |
| 約翰·斯·康納 (謝爾曼)              | 民主黨     | 1870年3月31日 – 1873年3月3日   | 第41屆 第42屆                                                                            | 復職後當選。 1871年當選連任。 因健康狀況不佳而退休。 | 1870–1875 比爾縣、米拉姆縣、羅伯遜縣、特拉維斯縣、 布拉索斯縣、蒙哥馬利縣、華盛頓縣、 巴斯特羅普縣、干沙路斯縣、費耶特縣、 奧斯汀縣、哈里斯縣、科羅拉多縣、 福遍縣、布拉佐里亞縣、加爾維斯頓縣、 戈利亞德縣、 傑克遜縣、維多利亞縣、 里菲吉奧縣和聖帕特里西奧縣 |
| William P. McLean (Mount Pleasant) | Democratic | March 4, 1873 – March 3, 1875  | 第43屆                                                                                   | Elected in 1872. Retired. | 1870–1875 比爾縣、米拉姆縣、羅伯遜縣、特拉維斯縣、 布拉索斯縣、蒙哥馬利縣、華盛頓縣、 巴斯特羅普縣、干沙路斯縣、費耶特縣、 奧斯汀縣、哈里斯縣、科羅拉多縣、 福遍縣、布拉佐里亞縣、加爾維斯頓縣、 戈利亞德縣、 傑克遜縣、維多利亞縣、 里菲吉奧縣和聖帕特里西奧縣 |
| 大衛·比·卡爾伯森 (傑斐遜)          | 民主黨     | 1875年3月4日 – 1883年3月3日    | 第44屆 第45屆 第46屆 第47屆                                                              | 1874年當選。 1876年當選連任。 1878年當選連任。 1880年當選連任。 重劃至第4國會選區。 | 1875–1881 范寧縣、拉馬爾縣、德爾塔縣、紅河縣、鮑伊縣、 亨特縣、雷恩斯縣、霍普金斯縣、泰特斯縣、 卡斯縣、伍德縣、邑梭縣、馬里昂縣、范贊德縣、 格雷格縣和哈里森縣 |
| 大衛·比·卡爾伯森 (傑斐遜)          | 民主黨     | 1875年3月4日 – 1883年3月3日    | 第44屆 第45屆 第46屆 第47屆                                                              | 1874年當選。 1876年當選連任。 1878年當選連任。 1880年當選連任。 重劃至第4國會選區。 | 1881–1893 亨德森縣、安德森縣、弗里斯通縣、切羅基縣、 羅伯森縣、萊昂縣、侯斯頓縣、納科多奇斯縣、 聖奧古斯丁縣和沙賓縣 |
| 約翰·H· 雷根 (帕勒斯坦)            | 民主黨     | 1883年3月4日 – 1887年3月3日    | 第48屆 第49屆                                                                            | 自第1國會選區重剴而成。 1882年當選連任。 1884年當選連任。 1888年當選連任，但在當選美國參議員。 | |
| 空缺                               | 空缺       | 1887年3月4日 – 1887年11月4日   | 第50屆                                                                                   | | |
| 威廉·H· 馬丁 (雅典)                | 民主黨     | 1887年11月4日 – 1891年3月3日   | 第50屆 第51屆                                                                            | 當選完成雷根的任期。 1888年當選連任。 Template:Dm | |
| 約翰·本傑明·朗 (臘斯克)            | 民主黨     | 1891年3月4日 – 1893年3月3日    | 第52屆                                                                                   | 1890年當選。 Template:Dm | |
| 塞繆爾· ·庫珀 (博蒙特)             | 民主黨     | 1893年3月4日 – 1905年3月3日    | 第53屆 第54屆 第55屆 第56屆 第57屆 第58屆                                                | 1892年當選。 1894年當選連任。 1896年當選連任。 1898年當選連任。 1909年當選連任。 1902年當選連任。 連任失敗。 | 1893–1905 哈里森縣、帕諾拉縣、謝爾比縣、安德森縣、 切羅基縣、納科多奇斯縣、侯斯頓縣、 聖奧古斯丁縣、沙賓縣、波爾克縣、泰勒縣、 賈斯珀縣、牛頓縣、聖哈辛托、自由縣、 哈丁縣、橙縣和謝佛遜縣 |
| 摩西·L· 布魯克斯 (聖奧古斯丁)      | 民主黨     | 1905年3月4日 – 1907年3月3日    | 第59屆                                                                                   | 1904年當選。 Template:Dm | 1905–1907 Template:Dm |
| 塞繆爾· ·庫珀 (博蒙特)             | 民主黨     | 1907年3月4日 – 1909年3月3日    | 第60屆                                                                                   | 1906年當選。 連任失敗。 | 1907–1909 Template:Dm |
| 老馬丁·迪斯 (傑克遜維爾)           | 民主黨     | 1909年3月4日 – 1919年3月3日    | 第61屆 第62屆 第63屆 第64屆 第65屆                                                       | 1908年當選。 1910年當選連任。 1914年當選連任。 1916年當選連任。 1916年當選連任。 Template:Dm | 1909–1919 Template:Dm |
| 約翰·斯· 博克斯 (傑克遜維爾)       | 民主黨     | 1919年3月4日 – 1931年3月3日    | 第66屆 第67屆 第68屆 第69屆 第70屆 第71屆                                                | 1918年當選。 1920年當選連任。 1922年當選連任。 1924年當選連任。 1928年當選連任。 1928年當選連任。 Template:Dm | 1919–1931 Template:Dm |
| 小馬丁·迪斯 (奧蘭治)               | 民主黨     | 1931年3月4日 – 1945年1月3日    | 第72屆 第73屆 第74屆 第75屆 第76屆 第77屆 第78屆                                         | 1930年當選連任。 1932年當選連任。 1934年當選連任。 1938年當選連任。 1938年當選連任。 1940年當選連任。 1942年當選連任。 退休。 | 1931–1945 Template:Dm |
| 傑西·M· 庫姆斯 (博蒙特)            | 民主黨     | 1945年1月3日 – 1953年1月3日    | 第79屆 第80屆 第81屆 第82屆                                                              | 1944年當選。 1946年當選連任。 1948年當選連任。 1950年當選連任。 Template:Dm | 1945–1953 Template:Dm |
| 傑克·布魯克斯 (博蒙特)             | 民主黨     | 1953年1月3日 – 1967年1月3日    | 第83屆 第84屆 第85屆 第86屆 第87屆 第88屆 第89屆                                         | 1952年當選。 1954年當選連任。 1956年當選連任。 1958年當選連任。 1960年當選連任。 1962年當選連任。 1968年當選連任。 重韌至第9國會選區。                                                                                            | 1953–1967 Template:Dm |
| 約翰·道迪 (雅典)                   | 民主黨     | 1967年1月3日 – 1973年1月3日    | 第90屆 第91屆 第92屆                                                                     | 自第7國會選區重劃而成並於1966年當選連任。 1968年當選連任。 1970年當選連任。 退休。 | 1967–1973 Template:Dm |
| 查爾斯·威爾森 (拉夫金)             | 民主黨     | 1973年1月3日 – 1997年1月3日    | 第93屆 第94屆 第95屆 第96屆 第97屆 第98屆 第99屆 第100屆 第101屆 第102屆 第103屆 第104屆 | 1972年當選。 1974年當選連任。 1976年當選連任。 1978年當選連任。 1986mo年當選連任。 1982年當選連任。 1984年當選連任。 1986年當選連任。 1988年當選連任。 1988年當選連任。 1999年當選連任。 1992年當選連任。 1994年當選連任。 退休。 | 1973–1997 Template:Dm |
| 吉姆·特納 (克羅克特)               | 民主黨     | 1997年1月3日 – 2005年1月3日    | 第105屆 第106屆 第107屆 第108屆                                                          | 1996年當選。 [[1998 2000年當選連任。 2002年當選連任。 重劃至第8國會選區並退休。 | 1997–2005 Template:Dm |
| 泰德·坡 (阿塔斯科西塔)             | 共和黨     | 2005年1月3日 – 2019年1月3日    | 第109屆 第110屆 第111屆 第112屆 第113屆 第114屆 第115屆                                  | 2004年當選。 2006年當選連任。 2008年當選連任。 2010年當選連任。 2012年當選連任。 2014年當選連任。 2016年當選連任。 年德克薩斯州聯邦眾議員選舉#第 2 選區\|2006年當選連任]]。休。                                                   | 2005–2007 Template:Dm |
| 泰德·坡 (阿塔斯科西塔)             | 共和黨     | 2005年1月3日 – 2019年1月3日    | 第109屆 第110屆 第111屆 第112屆 第113屆 第114屆 第115屆                                  | 2004年當選。 2006年當選連任。 2008年當選連任。 2010年當選連任。 2012年當選連任。 2014年當選連任。 2016年當選連任。 年德克薩斯州聯邦眾議員選舉#第 2 選區\|2006年當選連任]]。休。                                                   | 2007–2013 |
| 泰德·坡 (阿塔斯科西塔)             | 共和黨     | 2005年1月3日 – 2019年1月3日    | 第109屆 第110屆 第111屆 第112屆 第113屆 第114屆 第115屆                                  | 2004年當選。 2006年當選連任。 2008年當選連任。 2010年當選連任。 2012年當選連任。 2014年當選連任。 2016年當選連任。 年德克薩斯州聯邦眾議員選舉#第 2 選區\|2006年當選連任]]。休。                                                   | 2013–2023 哈里斯縣 (部分) |
| 丹·克倫肖 (阿塔斯科西塔)           | 共和黨     | 2019年1月3日 – 現在            | 第116屆 第117屆 第118屆 第119屆                                                          | 2018年當選。 2020年當選連任。 2022年當選連任。 2024年當選連任。 | |
| 丹·克倫肖 (阿塔斯科西塔)           | 共和黨     | 2019年1月3日 – 現在            | 第116屆 第117屆 第118屆 第119屆                                                          | 2018年當選。 2020年當選連任。 2022年當選連任。 2024年當選連任。 | 2023–現在 哈里斯縣 (部分)和蒙哥馬利縣 (部分) |

## 選舉結果

### 2022
| 党派 | 党派   | 候选人           | 得票数  | 百分比 |
| ---- | ------ | ---------------- | ------- | ------ |
|      | 共和党 | 丹·克倫肖 (時任) | 151,369 | 65.93  |
|      | 民主党 | 傑羅賓·富爾福德  | 78,216  | 34.07  |
| 合计 | 合计   | 合计             | 229,585 | 100    |

### 2024
| 党派 | 党派               | 候选人           | 得票数  | 百分比 |
| ---- | ------------------ | ---------------- | ------- | ------ |
|      | 共和党             | 丹·克倫肖 (時任) | 214,631 | 65.66  |
|      | 民主党             | 彼得·菲爾勒      | 112,252 | 34.34  |
| 合计 | 合计               | 合计             | 326,883 | 100    |
|      | 共和党保持既有席位 |                  |         |        |